# Tequistlatekische Sprachen
Die tequistlatekischen Sprachen (Tequistlateco, Chontal de Oaxaca) sind eine Sprachfamilie in Amerika mit zusammen etwa 4000 Sprechern. Sie besteht aus drei verwandten, aber untereinander nicht verständlichen Sprachen, die nur im Bundesstaat Oaxaca in Mexiko gesprochen werden. Sie gehört zu den indigenen amerikanischen Sprachen.
Tequistlatecan hat keinen ISO-639-2-Code. Nach ISO 639-3 hat sie zwei Sprachcodes: „chd“ für die Hochlandsprachen und „clo“ für die Tiefebenensprachen.

## Klassifikation der Tequistlatekischen Sprachen
- Tequistlatekisch (vielleicht ausgestorben, früher in Tequisistlán, Oaxaca)
- Huamelultekisch oder Huamelula Chontal (Tiefland-Chontal von Oaxaca, auch: Chontal de la Costa de Oaxaca): 950 Sprecher in Süd-Oaxaca, Tehuantepec, San Pedro Huamelula und Santiago Astata laut SIL International[1]
- Hochland-Chontal von Oaxaca (auch: Chontal de la Sierra de Oaxaca, manchmal auch als Tequistlatekisch bezeichnet): 3600 Sprecher in Süd-Oaxaca, westlich des Isthmus von Tehuantepec, San José Chiltepec, San Lucas Ixcatepec und 15 weitere Orte laut SIL International[2]

Manche Linguisten ordnen die tequistlatekischen Sprachen der umstrittenen Sprachfamilie der Hoka-Sprachen zu.

## Heutige soziolinguistische Situation
Das Tequistlatekische im engeren Sinne gilt als ausgestorben. Verblieben sind die beiden als „Chontal“ bezeichneten Sprachen, deren Sprecher größtenteils auch Spanisch sprechen. Das Huamelultekische (Tiefland-Chontal von Oaxaca) wird als hochgradig gefährdet eingestuft, weil es kaum noch von Kindern gesprochen wird.
Bei der Volkszählung in Mexiko 2010 gaben 4412 Personen ab 3 Jahren „Chontal de Oaxaca“ als Muttersprache an. 4270
von 4394 Sprechern über 5 Jahren oder 97,18 % gaben an, auch Spanisch zu sprechen.
224 Kinder zwischen 3 und 14 Jahren (114 zwischen 3 und 9 Jahren) sprachen „Chontal de Oaxaca“, was 5,08 % aller Sprecher von „Chontal de Oaxaca“ ab 3 Jahren ausmacht, während 25,16 % der Gesamtbevölkerung Mexikos ab 3 Jahren 3–14 Jahre alt sind (2,85 % gegenüber 14,71 % bei der Altersgruppe von 3 und 9 Jahren).